# Крекінг-установка в Янбу (Yanpet)
Крекінг-установка в Янбу (Yanpet) — нафтохімічне виробництво компанії Saudi Yanbu Petrochemical, розташоване в районі червономорського портового міста Янбу-ель-Бахр.
У 1985 році створене на паритетних засадах спільне підприємство саудійської SABIC та енергетичного гіганту Exxon запустило в Янбу установку парового крекінгу потужністю по етилену 800 тисяч тонн, сировиною для якої був етан. А в 2001-му стало до ладу друге піролізне виробництво такої ж потужності, проте розраховане на споживання більш важкої сировини — газового бензину (50 %), бутану (18 %), пропану (16 %) та етану (16 %), що дає змогу також продукувати значні обсяги пропілену. Станом на другу половину 2000-х установки були модернізовані до рівня в 920 та 860 тисяч тонн етилену на рік.
Отриманий етилен спрямовують на виробництво поліетилену високої щільності (965 тисяч тонн), лінійного поліетилену низької щільності (400 тисяч тонн) та етиленгліколю (660 тисяч тонн). Пропілен використовує завод поліпропілену потужністю 260 тисяч тонн.
Можливо також відзначити, що у 2001-му SABIC та ExxonMobil запустили ще одну створену на паритетних засадах установку парового крекінгу, проте розташовану на протилежному узбережжі країни, у найбільшому центрі саудійської нафтохімічної промисловості Джубайлі (проект компанії Al Jubail Petrochemical).